# 市政厅桥 (卢塞恩)
市政厅桥是瑞士琉森的羅伊斯河上的一座人行桥，以附近的卢塞恩市政厅命名，附近还有卢塞恩剧院。